# Pedro Fernandez de Andrade II
Pedro Fernández de Andrade II (1402 - 1435) fue el X señor de Andrade y IV señor de Puentedeume, Ferrol y Villalba. Heredó las haciendas de su padre Nuño Freire de Andrade, el Malo por ser el mayor de los dos hijos que dejó. Su otro hijo, Fernán Pérez de Andrade, llamado el Mozo, también llegaría a ser dueño de las haciendas de Andrade.

## Legados y donaciones
Poco se sabe de este señor de Andrade. Por su testamento, fechado en 1435, sabemos que legó al monasterio de Montefaro una finca denominada dos Queimados.
También había establecido unas fundaciones con varios cargos piadosos en el monasterio de Monfero, donde sería enterrado.
A su muerte, su hija María de Andrade, menor de edad, quedó como única heredera, por lo que gobernó bajo la tutela de su tío Fernán Pérez de Andrade, el Mozo.

## Hechos notables

### Diego de Sambulo
Pedro Fernández de Andrade II, al igual que sus antecesores en los señoríos, tuvo constantes disputas con los monasterios de la zona. En una de ellas, con el monasterio de Caaveiro, el rey Juan II mandó devolver a los frailes los bienes que les había retenido, así como a su vasallo, don Diego de Sambulo, a quien había encarcelado. Pedro Fernández había respondido al requerimiento diciendo que no podía cumplir con la segunda parte de liberar a Diego de Sambulo, ya que mientras estaba en Castilla, sucedió que su hermano Fernán Pérez lo había detenido en el castillo de Noguerosa por ciertos delitos y crímenes que había cometido y que, tratando de escapar del castillo, saltó encadenado de los muros del castillo llegando a morir allí mismo, habiendo testigos de tal hecho.
Las explicaciones de Andrade son poco creíbles, porque en vista de los esfuerzos que hicieron los frailes Caaveiro para lograr su libertad, debió ser una persona de calidad y estima.
Estos hechos sirvieron para que el conocido escritor Francisco Tettamancy publicara en Lugo en 1903 una leyenda en verso con el título de este personaje.

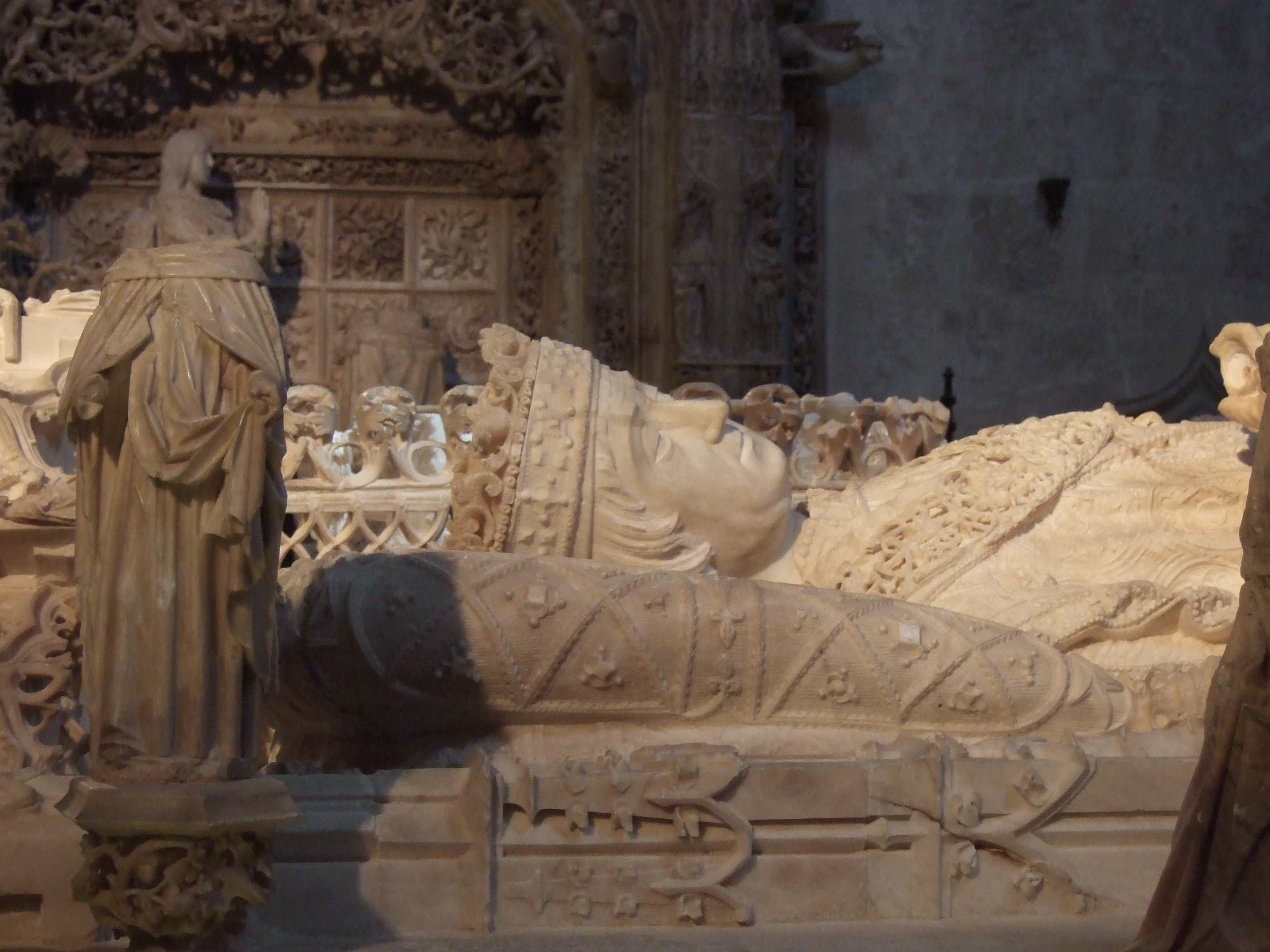
Estatua yacente de Juan II en su tumba. Este rey no confirmó a Pedro Fernández de Andrade II en el señorío de Ferrol.

### Pedro Padrón
Fue Pedro Padrón procurador del Ayuntamiento de la villa de Ferrol, quien había sido propuesto por sus vecinos para protestar ante el rey Juan II por las continuas palizas a las que les había sometido el señor de Andrade. Con esta intención, Pedro Padrón se presentó en Zamora el 18 de enero de 1432, donde se encontraba entonces Juan II, que no quiso recibirlo. Tratando de que su viaje no fuera estéril, solicitó la presencia de un escribano y un notario para que recogieran por escrito sus protestas y demandas. En esta carta de protesta invocaba hasta cinco foros de reyes anteriores donde se reconocía o ratificaba a la villa de Ferrol una serie de derechos como el de gobernarse por sí mismos, por lo que reclamaban la nulidad del nombramiento de los señores de Andrade como señores de Ferrol.
Esta protesta debió surtir algún efecto ya que Pedro Fernández de Andrade no fue confirmado en el señorío de las tierras ferrolanas, aunque sus descendientes lo recuperarían. Así, en 1440, en foro concedido por los frailes de Montefaro, Fernán Pérez de Andrade, el Mozo, firma como tutor de su sobrina doña María de Andrade, señora de las villas de Pontedeume, Ferrol y Vilalba. Y el 9 de julio de 1442, ya muerta María de Andrade, el rey Juan II confirmaría a Fernán Pérez el Mozo en el señorío de Ferrol.